# واسیلی کوزنتسوف
واسیلی کوزنتسوف (روسی: Василий Дмитриевич Кузнецов؛ ۷ فوریه ۱۹۳۲ – ۶ اوت ۲۰۰۱ (aged 69)) ورزشکار دو و میدانی اهل اتحاد جماهیر شوروی سوسیالیستی بود.
وی همچنین برندهٔ جوایزی همچون نشان پرچم سرخ کار شده‌است.
وی در مسابقات کشوری و بین‌المللی در مجموع برندهٔ ۵ مدال طلا، ۲ مدال برنز شده‌است.